# Кумбаро, Миреля
Миреля Кумбаро Фурджи (алб. Mirela Kumbaro Furxhi; род. 4 марта 1966 года, Тирана) — албанский переводчик, политический и государственный деятель. Член Социалистической партии Албании. Действующий министр туризма и окружающей среды Албании с 18 сентября 2021 года. Депутат Народного собрания Албании (парламента) с 2017 года. В прошлом — министр культуры Албании (2013—2019).

## Биография
Родилась 4 марта 1966 года в Тиране.
В 1984 году окончила языковую школу в Тиране (ныне гимназия с углубленным изучением языков имени Асима Вокши), французское отделение. Окончила факультет иностранных языков Тиранского университета в 1988 году, где изучала французский язык и литературу и получила специальность школьного учителя французского языка. В 1994 году окончила аспирантуру в Высшей школе переводчиков (ESIT) при Университете Париж III Новая Сорбонна, получила степень магистра в области перевода и межкультурной коммуникации.
Миреля Кумбаро является преподавателем, переводчиком (свободно владеет французским и итальянским, хорошо владеет английским), публицистом, международным экспертом в академических проектах, университетских исследовательских программах, осуществляемых такими международными организациями, как Европейский Союз, Международная организация франкоязычных стран, Совет Европы.
С 2009 года — доктор философии по переводоведению, с 2012 года — ассоциированный профессор (доцент) в области лингвистики и межкультурных исследований в Тиранском университете.
По результатам парламентских выборов 2017 года избрана депутатом Народного собрания Албании от области Гирокастра от Социалистической партии. Переизбрана в 2021 году.
15 сентября 2013 года получила портфель министра культуры Албании в первом кабинете премьер-министра Эди Рамы. Сохранила пост во втором кабинете Рамы (2017—2019). 5 декабря 2018 года ушла в отставку на фоне масштабных студенческих протестов.
18 сентября 2021 года получила портфель министра туризма и окружающей среды Албании в третьем кабинете Рамы.

## Награды
В 2017 году награждена Орденом Искусств и литературы министерства культуры Франции.

## Личная жизнь
Замужем за Александром Фурджи (Aleksandër Furxhi). Двое детей: Сара и Том.